# Enrique Marín
Enrique Marín Gallo (2 oktober 1948) is een voormalig voetbalscheidsrechter uit Chili. Hij was FIFA-scheidsrechter van 1984 tot 1993. Marín leidde meerdere duels in de Copa Libertadores in de periode 1987-1993. Hij was verder actief op twee WK-eindronden voor jeugdteams: WK tot 20 jaar (1987) en WK tot 20 jaar (1991).

## Interlands
| Datum            | Plaats             | Wedstrijd         | Uitslag | Competitie        | Kreeg geel | Kreeg voor de tweede keer geel en dus rood | Weggestuurd |
| ---------------- | ------------------ | ----------------- | ------- | ----------------- | ---------- | ------------------------------------------ | ----------- |
| 19 oktober 1985  | Santiago, Chili    | Chili – Paraguay  | 0 – 0   | Vriendschappelijk | ?          | ?                                          | ?           |
| 17 oktober 1990  | Santiago, Chili    | Chili – Brazilië  | 0 – 0   | Vriendschappelijk | ?          | ?                                          | ?           |
| 31 maart 1993    | Arica, Chili       | Chili – Bolivia   | 2 – 1   | Vriendschappelijk | ?          | ?                                          | ?           |
| 1 augustus 1993  | Lima, Peru         | Peru – Argentinië | 0 – 1   | WK-kwalificatie   | 5          | 0                                          | 3           |
| 5 september 1993 | Guayaquil, Ecuador | Ecuador – Uruguay | 0 – 1   | WK-kwalificatie   | 8          | 0                                          | 2           |